# Битка за Доњи Вакуф (1994)
Битка за Доњи Вакуф (1994) је била бикта између ВРС и АРБиХ који је покушао да заузме Доњи Вакуф (Србобран). Укупан број српских бораца 30. дивизије износио је 6.000. Током године дивизија је допуњена са још 1.500 бораца: батаљон 1. Новоградске бригаде, те комбиноване јединице из више бригада 1. Крајишког корпуса. Фронт је се простирао од врха Демировац (1.765 м) до Варошлука.

## Позадина
Прије рата у Босни и Херцеговини, Доњи Вакуф је имао преко 24.000 хиљаде становника према попису из 1991. године, од тога нешто више од половине било је муслиманско становништво, док су срби чинили 38 посто.
Након што је АРБиХ заузела Бугојна и избацио ХВО, јула 1993. године, појавила је се опасност да ће АРБиХ покушати заузет Доњим Вакуфу. Основу одбране Доњег Вакуфа сачињавале су 19. Србобранска и 11. Мркоњичка лака бригада, које су биле дио 30-те лако пјешадијске дивизије ВРС, под командом Јове Блажановића.
19. Србобранска пјешадиска бригада је бранила град на главном фронталном правцу, положаји 11. Мркоњичке бригаде су били на сјевероисточним прилазима Доњег Вакуфа а даље према сјеверу налазила се 1. Шиповачка лака бригада, која је држала фронт према Турбету и Травнику. Укупан број војника 30. дивизије износио је 6.000. Током године дивизија је допуњена са још 1.500 бораца: батаљон 1. Новиградске бригаде, те комбиноване јединиц из више бригада 1. Крајишког корпуса. За офанзивне операције ангажован је 1. батаљон Војне полиције, те по један батаљон из мjешано-артиљериског пука, противтенковске јединице и тенковске чете.

## Ток битке

### Први напад
7. корпус АРБиХ је 16. марта изненадним нападом одбацила јединице 19. Србобранске бригаде са планине Мала Шуљага (1263 м) јужно од града. Муслимани су уништили и водовод који је дјеловао до тог тренутка и снабдјевао Доњи Вакуф. Сљедећи дан ВРС је изгубила тенк Т-55 и велику количину муниције. Ипак кад су се муслиманске снаге приближиле граду, биле су жестоко гранатиране, што их је присилило да зауставе напад. 22. марта ВРС је извела противнапад. Успјели су присилите муслимане да обуставе даља напредовања, али нису успјели повратити територију.

### Други напад
Мало више од седмицу дана касније, односно 2. априла су муслиманске снаге поново напале на положаје 19. Србобранске бригаде у реону села Прусац те потиснуле Србе са положаја и примакли се Доњим Вакуфу на 5 км. До 6. априла је офанзива је утихнула, наредна два мјесеца обе стране су се преусмјериле на активно позицијски рат и консолидовање снага.

### Трећи напад
Затим је 29. маја 7. корпус АРБиХ је наставио офанзиву дужином цијеле фронте, од планине Комар (јужно од Турбета) до платоа Кошћани (јужно од Доњег Вакуфа). АРБиХ је успјела заузети неколико српских села на подручју планине Комар, одбацити дијелове 1. Шиповачке и 11. Мркоњићке бригаде, те појачати притисак на српске положаје у дужини цијелог фронта од 20+ км. АРБиХ јединице су 5. јуна покушале преузети контролу над Кошћанима, 7 км југозападно од града. Затим је 10. јуна је било потписано ''свеопшто примирје'' али већ други дан муслимани су наставили напад на Доњи Вакуф. Истина је да је јуна-јула АРБиХ помјерила Србе дуж већег дијела фронте али далеко од пропаганде коју су тада муслимански медији изјавили да су ''ослободили 100 км територије''.

### Четврти напад
4. корпус АРБиХ 4. новембра усредоточио на положаје 19. Србобранске бригаде у близини села Кошћани, Копчићи и Урије. Услиједио је напад 7. новембра из села Прусац, чију муслиманску офанзиву је активно подржавала артиљерија ХВО. И поред тешког гранатирања српских положаја, муслимански јуришници нису успјели сломити одбрану ВРС. Новембра 16. и 20. су муслимани извели још један покушај заузимања села Кошћани на платоу који доминира ка Доњем Вакуфу. Срби су напад поново одбили. Онда је 7. корпус АРБиХ обуставио офанзиву и започео припремање положаја за зимске услове. До сљедећег прољећа изнад Доњег Вакуфа је владало затишје. Муслиманско - хрватска коалиција је током новембарских напада на Доњи Вакуф показала високу спремност. Хрвати су активно подржавали АРБиХ са муницијом и артиљеријском ватром. Ипак Хрвати су били доста скептични савезници муслиманске војске, са којом су до скора водили крвави рат. ХВО је занимао Купрес, зато нису слали трупе на Доњи Вакуф, тај град их је занимао само као пут до Јајца. АРБиХ је у борбама показала високе спремности пјешадије. Међутим нису успјели сломити јуначки отпор српских бораца, која је током 1994. године изгубила јако мало територија а много више одбранила. Са планинских положаја на југу и југозападу су војници Мехмеда Алагића могли само да посматрају зграде Доњег Вакуфа, али не и да помјере Србе са доминантних висова сјеверозападно и сјевероисточно изнад града као и из самог града.

## Посљедице
Операције АРБиХ против Доњег Вакуфа биле су два пута поражене, 24. јула и 12. августа 1995. У трећем нападу 10. септембра, око 11.000 војника 7. корпуса АРБиХ покренуло је задњи напад у заузимању Доњег Вакуфа. Велику улогу у овој битци је правило ХВО заузимање Јајца, при чему је ВРС одбрана Доњег Вакуфа Била угрожена и са новог фронта на западу. АРБиХ је заузео овај град 13 септембра у 22:00 сата.